# ولاية هراري
ولاية هراري هي ولاية في إثيوبيا، بلغ عدد سكانها 175٬900 نسمة، في 2005، عاصمتها هرر، تبلغ مساحتها 334٫0 كيلومتر مربع.

## التقسيم الإداري
ينقسم الإقليم لـ 9 مقاطعة (بالأمهرية: ወረዳ، وريده)‏، التي تنقسم لـ 19 حي.
المقاطعات:
أمير نور، أبادير، شنكور، جين ايالا، أبوكر، حكيم، صوفي، ايرير، دير تايارا.

## الموقع
تشترك في الحدود مع:
- أوروميا.